# Жулкув (Великопольське воєводство)
Жулкув (пол. Żółków) — село в Польщі, у гміні Жеркув Яроцинського повіту Великопольського воєводства.
Населення — 398 осіб (2011).
У 1975-1998 роках село належало до Каліського воєводства.

## Демографія
Демографічна структура станом на 31 березня 2011 року:
|          | Загалом | Допрацездатний вік | Працездатний вік | Постпрацездатний вік |
| -------- | ------- | ------------------ | ---------------- | -------------------- |
| Чоловіки | 197     | 57                 | 126              | 14                   |
| Жінки    | 201     | 51                 | 113              | 37                   |
| Разом    | 398     | 108                | 239              | 51                   |